# Ингибиторы нейраминидазы
Ингиби́торы нейраминида́зы, англ. NAIs, Neuraminidase inhibitors — класс лекарственных препаратов, которые блокируют фермент нейраминидазу и широко используются в качестве противовирусных препаратов против гриппа. Вирусные нейраминидазы необходимы вирусу гриппа для репродукции, облегчая отпочкование вириона от клетки-хозяина. К ингибиторам нейраминидазы относятся осельтамивир (торговая марка Тамифлю), занамивир (Реленза), ланинамивир (Инавир) и перамивир. В отличие от ингибиторов матричного белка M2, которые действуют только против вируса гриппа А, ингибиторы ингибиторы NA действуют как против вирусов гриппа A, так и вирусов гриппа B.
Ингибиторы нейраминидазы осельтамивир и занамивир рекомендуются ВОЗ для лечения гриппа А и В у больных с тяжёлой формой заболевания (в условиях стационара).

## Механизм действия
Перамивир действует путем сильного связывания с нейраминидазой вирусов гриппа и ингибирует активацию нейраминидазы гораздо дольше, чем осельтамивир или занамивир.
Ланинамивир медленно высвобождается и попадает в клетки дыхательных путей, что приводит к его длительной антигриппозной активности. Таким образом, механизм длительного действия ланинамивира принципиально отличается от механизма перамивира.

## Клиническая эффективность
Эффективность ингибиторов нейраминидазы широко обсуждалась в первое десятилетие XXI века. Однако после пандемии, вызванной H1N1 в 2009 г., в различных странах сообщалось об эффективности раннего лечения гриппа ингибиторами нейраминидазы в плане снижении числа серьезных случаев и смертности.
В странах, где гриппоподобные заболевания лечат с помощью ингибиторов нейраминидазы на национальном уровне, статистические отчеты показывают низкую смертность при симптоматических заболеваниях из-за повсеместного внедрения раннего лечения с использованием этого класса препаратов. Хотя осельтамивир широко используется в этих странах, не было ни вспышек, вызванных устойчивыми к осельтамивиру вирусами, ни сообщений о серьезных заболеваниях, вызванных устойчивыми к осельтамивиру вирусами. Центры США по контролю и профилактике заболеваний по-прежнему рекомендуют использовать лечение осельтамавиром для людей с высоким риском осложнений, а также пожилых людей и лиц с более низким риском, в течение 48 часов после появления первых симптомов инфекции.

## Побочные эффекты
Общие побочные эффекты ингибиторов нейраминидазы включают тошноту и рвоту. Имеются сообщения об отклонениях от нормального поведения детей после приема осельтамивира, которое может быть продолжением бреда или галлюцинаций, вызванных гриппом. Они происходят на ранних стадиях болезни в течение 48 часов после её начала. Таким образом, родителям рекомендуется наблюдать за своими детьми с гриппом в течение 48 часов после начала заболевания независимо от того, лечится ребёнок ингибиторами нейраминидазы или нет.

## Селективные ингибиторы нейраминидазы

Структурные формулы ингибиторов нейраминидазы
Осельтамивир
Занамивир
Перамивир
Ланинамивир

## Натуральные продукты
- Цианидин-3-самбубиозид (экстракт из черной бузины)[17]
- Коптизин[англ.]
- Берберин[18]